# Tischlein deck dich (2008)
Tischlein deck dich ist ein deutscher Märchenfilm aus dem Jahr 2008. Er beruht auf dem Märchen Tischchen deck dich, Goldesel und Knüppel aus dem Sack der Brüder Grimm und wurde im Auftrag des WDR für die ARD-Reihe Sechs auf einen Streich produziert.

## Handlung
Der in das Nachbarsmädchen Lotte verliebte Max lebt mit seinen Brüdern Emil und Jockel, der Ziege Berta und seinem Vater in einem kleinen Ort.
Eines Tages gehen seine älteren Brüder auf Wanderschaft, um ein Handwerk zu erlernen. Auch Max will auf Wanderschaft gehen, jedoch ist er aus der Sicht seines Vaters noch zu jung. Als Max die Ziege grasen lässt, behauptet diese, sie sei satt, doch später sagt sie dem Vater aus Spaß das Gegenteil. Der Vater macht Max Vorwürfe, der deshalb beschließt, ebenso wie seine Brüder auf Wanderschaft zu gehen. Auf dem Weg in die weite Welt wird er im Wald von Räubern überfallen, die er aber durch einen Trick abhängen kann. Kurz zuvor hat Max einen kleinen Hund gefunden. Weil dieser hungrig ist, klaut er einen Kuchen beim Schneider. Dass Max den Kuchen zurückbringt und sich entschuldigt, obwohl er selbst großen Hunger hat, beeindruckt die Schneidersfrau. Max bleibt bei ihnen und erlernt das Schneiderhandwerk. Anfangs sehr ungeschickt, wird er mit der Zeit besser.
Max’ Geliebte Lotte wird wegen finanzieller Not von ihrer Mutter dem Dorfdeppen Johann versprochen, weigert sich jedoch so lange wie möglich, da sie immer noch auf Max wartet.
Bei den Schneiderleuten erscheint ein Edelmann, dem das Haus gehört, um sie wegen Mietrückstand hinauszuwerfen. Max ist der Retter in der Not, indem er den Edelmann seine neuartigen Latzhosen anprobieren lässt, die er angefertigt hatte. Da dem Edelmann diese Hosen gut passen, bestellt er gleich weitere Paare, zudem spricht sich diese neue Mode herum, so dass die Latzhosenproduktion den armen Schneidern aus der Not hilft. Sie belohnen Max zum Abschied mit einem wundersamen „Knüppel-aus-dem-Sack“. Dieser verprügelt jeden, der dem Besitzer etwas Böses antun will.
Max’ Brüder wurden in der Zwischenzeit zu einem Müller und zu einem Tischler ausgebildet. Auch sie bekommen Geschenke: ein „Tischlein-deck-dich“, das sich auf magische Weise mit köstlichen Mahlzeiten deckt, und einen „Goldesel“, der Goldmünzen ausscheidet. Als diese auf der Heimreise unabhängig voneinander im gleichen Wirtshaus rasten, wird das Wirtspaar auf die magischen Gegenstände aufmerksam und tauscht die beiden Geschenke aus. Am nächsten Tag ziehen die Brüder nichtsahnend weiter und treffen im Wald auf Max. Als sie ihm ihre Geschenke vorführen wollen, bemerken sie den Schwindel, doch ihr eigener Plan, sie zurückzuholen, scheitert. Also geht Max ins Wirtshaus und verrät den Wirtsleuten, dass er einen wertvollen Gegenstand dabei habe. Als diese ihm in der Nacht den Sack stehlen wollen, lässt er den Knüppel auf das Wirtspaar los, worauf sie die zwei Geschenke zurückgeben.
Daheim feiert Max mit seinen Brüdern, seinem Vater (der sich bei Max entschuldigt, weil er inzwischen die Lüge der Ziege bemerkt hatte) und mit seiner Geliebten Lotte (die sich beim Vater versteckt hatte) ein Fest. Die beiden heiraten und auch Max’ Vater und Imme, Lottes Mutter, kommen zusammen.

## Hintergrund

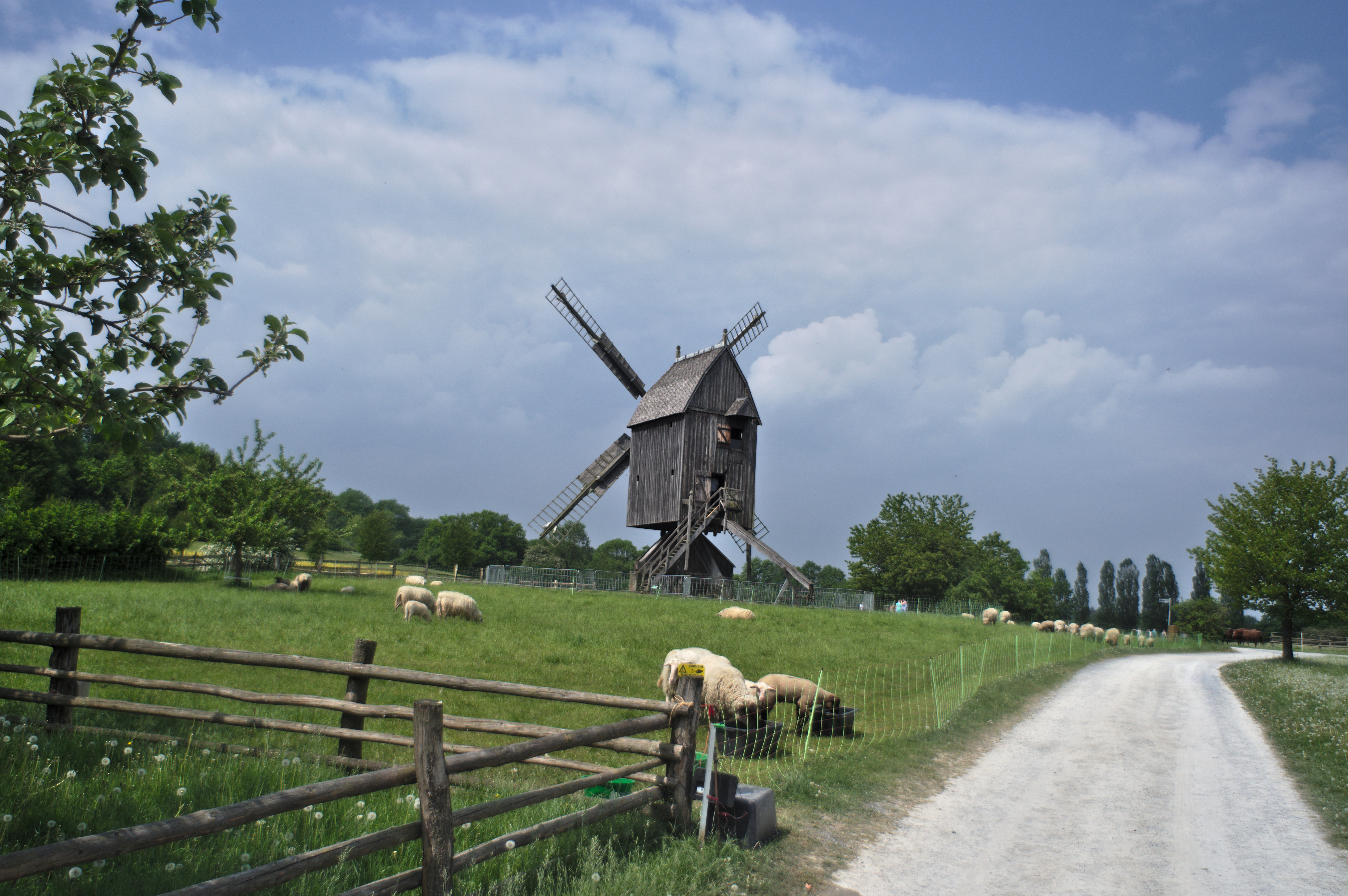
Mühle im Freilichtmuseum Detmold

Gedreht wurde im Mai und Juni 2008 im LWL-Freilichtmuseum Detmold und Umgebung. Die Erstausstrahlung fand am 20. Dezember 2008 statt.

## Vergleich mit dem Märchen
Das Märchen der Brüder Grimm wurde weitgehend übernommen, dennoch gibt es einige wesentliche Unterschiede.
- Im Märchen verjagt der Vater alle drei Brüder wegen vermeintlich unzureichender Versorgung der Ziege, was zur Schilderung inhaltsgleicher Handlungsabläufe führt.  Im Film gehen sie selbst auf Wanderschaft, die älteren aus freien Stücken, Max aus Enttäuschung über seinen Vater.
- Im Märchen werden die Erlebnisse der Brüder in der Fremde nur kurz angerissen, während im Film insbesondere ihre Handwerksausbildung beim Lehrherrn jeweils ausführlich geschildert wird.
- Der Film fokussiert stärker auf den jüngsten (und letztlich auch die Wendung zum Guten herbeiführenden) Sohn als Protagonist.
- Im Märchen existieren keine Geliebte (Lotte) des Protagonisten, keine damit verbundene Hochzeit und keine Liebesgeschichte.
- Ein zusätzlicher Aspekt im Film ist die Räuberbande im Wald, die Max insgesamt zweimal im Film begegnet.
- Im Film wird Max von seinem Hund „Räuber“ begleitet.
- Der Film verzichtet zunächst auf die Schilderung des Schicksals der Ziege, nachdem sie vom Vater verjagt worden ist. Am Schluss trifft Max sie aber im Wald. Sie entschuldigt sich für ihr Verhalten und wird wieder in Gnaden aufgenommen.

## Kritiken
„Unterhaltsame (Fernseh-)Neuverfilmung des Volksmärchens der Gebrüder Grimm mit schönen Bildern und munteren Darstellern. Die Fabel vom jungen Menschen, der seine Fähigkeiten entwickelt und seine Gaben nutzt, wird zum vergnüglichen Spiel mit den Elementen der Vorlage.“

## DVD-Veröffentlichungen
- Märchenbox – Sechs auf einen Streich Volume 2 mit Der Froschkönig, Frau Holle und Tischlein deck dich

Alle Titel sind zudem als Einzelexemplare erhältlich (KNM Home Entertainment GmbH, November 2008).